# Mood Indigo
Mood Indigo is een nummer van de Nederlandse zangeres Anouk uit 1996. Het is de eerste single van haar debuutalbum Together Alone.
In "Mood Indigo" zingt Anouk over de overweldigende emoties en verlangens die gepaard gaan met diep verliefd zijn. De tekst werd geschreven door Barry Hay en George Kooymans van de Golden Earring. Het nummer werd echter geen hit; het bleef steken op een zesde positie in de Tipparade. De grote doorbraak voor Anouk zou een jaar later volgen met opvolger Nobody's Wife.

## Tracklijst
Cd-single
1. "Mood Indigo" - 4:30
2. "Home Is in My Head" - 4:00
3. "Mood Indigo" (akoestisch) - 4:37